# Colosseum Cliff
Das Colosseum Cliff (englisch für Kolosseumkliff) ist ein markant gebändertes Kliff im ostantarktischen Viktorialand. In der Asgard Range ragt es zwischen dem Sykes-Gletscher und dem Plane Table auf.
Den deskriptiven Namen in Anlehnung an ein römisches Kolosseum vergab das New Zealand Antarctic Place-Names Committee.